# Тропарьово (станція метро)
«Тропарьово» (рос. Тропарёво) — проміжна станція Сокольницької лінії Московського метрополітену, що розташована у московському районі Тропарьово-Нікуліно під рогом Проспекту Вернадського, Ленінського проспекту та вулиці Островітянова. Станцію відкрито 8 грудня 2014 року.

## Технічна характеристика
Конструкція станції — односклепінна мілкого закладення (глибина закладення — 12 м) з однією прямою острівною платформою.

## Вестибюлі
Станція розташована на парній стороні Ленінського проспекту. На станції є два підземних вестибюлі з підземними переходами під Ленінським проспектом. З південно-західного вестибюля можна вийти до житлового мікрорайону по непарній стороні Ленінського проспекту, а з північно-східного — на парну сторону Ленінського проспекту, до Рузької вулиці і Тропарьовського лісопарку. Наземні павільйони вирішені у стилі мінімалізму. Станція має систему ліфтів, що забезпечують доступ з наземної поверхні на рівень касового залу і на платформу.

## Колійний розвиток

Схема колійного розвитку станції «Тропарьово

Станція з колійним розвитком — 3 стрілочних переводи і 1 станційна колія для обороту та відстою рухомого складу.

## Пересадки
- Автобуси: 144, 227, 281, 343, 485, 518, 553, 611, 642, 707, 816, 877, 890, 953, 1147